# Alberto Belsué
Alberto Belsué Arias (Zaragoza, España, 2 de marzo de 1968), conocido deportivamente como Belsué, es un exjugador de fútbol español. Se desempeñaba en la demarcación de lateral derecho, tanto en el Real Zaragoza como en la Selección española. Actualmente es el delegado del equipo blanquillo.

## Trayectoria
Comenzó su carrera deportiva con quince años en  el Stadium Casablanca, desde 1983 a 1986, pasando luego a las filas del Endesa Andorra cuando contaba con dieciocho años, donde jugaría hasta 1988.
Posteriormente formó parte de la plantilla del Real Zaragoza, equipo en el que jugó diez años. Coincidió con jugadores importantes en la defensa, entre los que destacaban veteranos exmadridistas como Rafael García Cortés o Fraile. Además tuvo que competir por el puesto de lateral con jugadores de la calidad de Chucho Solana, Esteban Gutiérrez, y el mítico lateral alemán Andreas Brehme. A principio de la década de 1990 y tras superar la promoción, llegan tiempos de éxitos deportivos para el Real Zaragoza, de la mano del entrenador Víctor Fernández, conquistando una Copa del Rey y una Recopa de Europa. Los éxitos del equipo le van a llevar a jugar con la selección desde 1994 a 1996, siendo 17 veces internacional, jugando la Eurocopa de Inglaterra de 1996. En 1998, con el fichaje de Txetxu Rojo como entrenador, sus actuaciones con su equipo comienzan a disminuir debido a las diferencias entre ambos tras la discusión que mantuvieron en la final de Copa del 94 cuando Rojo entrenaba al Celta de Vigo, razón por la que es cedido al Alavés primero y al Numancia después, jugando en este último club dos temporadas. Pondría fin a su carrera en el fútbol griego, concretamente en el  Iraklis de Salónica, donde jugó sus dos últimas temporadas. Se retiró en 2003.
Actualmente ejerce de delegado de campo del Real Zaragoza tras haber sido agente comercial en la multinacional Mondo, líder mundial en pavimentos y equipamientos deportivos.

## Clubes
| Club                    | País   | Año       |
| ----------------------- | ------ | --------- |
| Andorra C. F.           | España | 1986-1988 |
| Real Zaragoza           | España | 1988-1998 |
|                         |        |           |
| Deportivo Alavés        | España | 1998-1999 |
| C. D. Numancia de Soria | España | 1999-2001 |
| Iraklis F. C.           | Grecia | 2001-2003 |

## Palmarés

### Campeonatos nacionales
| Título       | Club          | País   | Año     |
| ------------ | ------------- | ------ | ------- |
| Copa del Rey | Real Zaragoza | España | 1993-94 |

### Copas internacionales
| Título | Club          | Sede  | Año     |
| ------ | ------------- | ----- | ------- |
| Recopa | Real Zaragoza | París | 1994-95 |